# Wifey
Wifey (Oregón City; 15 de mayo de 1965), nombre artístico de Sandra Otterson, es una actriz pornográfica estadounidense.
Desde enero de 1998 dirige el sitio web Wifey's World, junto a su marido Hubby (Kevin Otterson), también actor porno. La pareja se conoció en el instituto y se casaron tras su graduación. En 2010 vivieron en el norte de Scottsdale en Arizona con sus tres hijos. Los seudónimos «Wifey» y «Hubby» son los diminutivos de wife (esposa) y husband (marido).
Wifey se encuentra clasificada dentro de la categoría de MILF y su especialidad por la que es famosa es tragarse la corrida.

## Historia
El negocio comenzó cuando "Hubby" publicó algunas fotos de polaroid de "Wifey" en la Usenet alt.binaries.pictures.erotica en 1997, con sus ojos ocultos. Sorpresivamente la respuesta del público fue favorable, por lo cual la pareja siguió mostrando imágenes cada vez más explícitas. En el otoño de 1997, se dedicaron al negocio de enviar por correo sus vídeos caseros íntimos. Al año siguiente, pusieron en marcha el sitio web.